# Ogrodnica
Ogrodnica est une localité polonaise de la gmina et du powiat de Środa Śląska en voïvodie de Basse-Silésie.